# Бё (Нурланн)

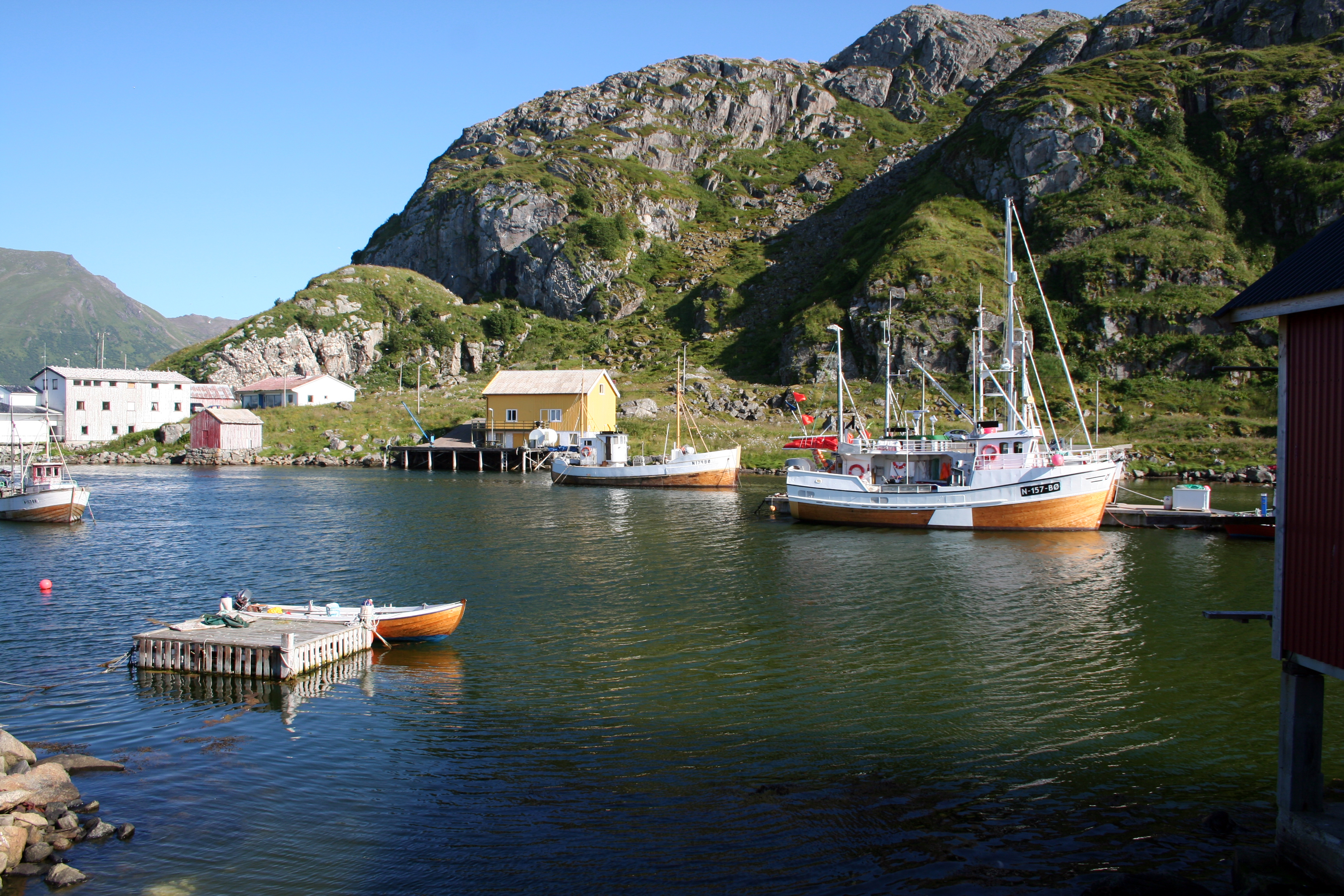
Бухта в Нюквоге

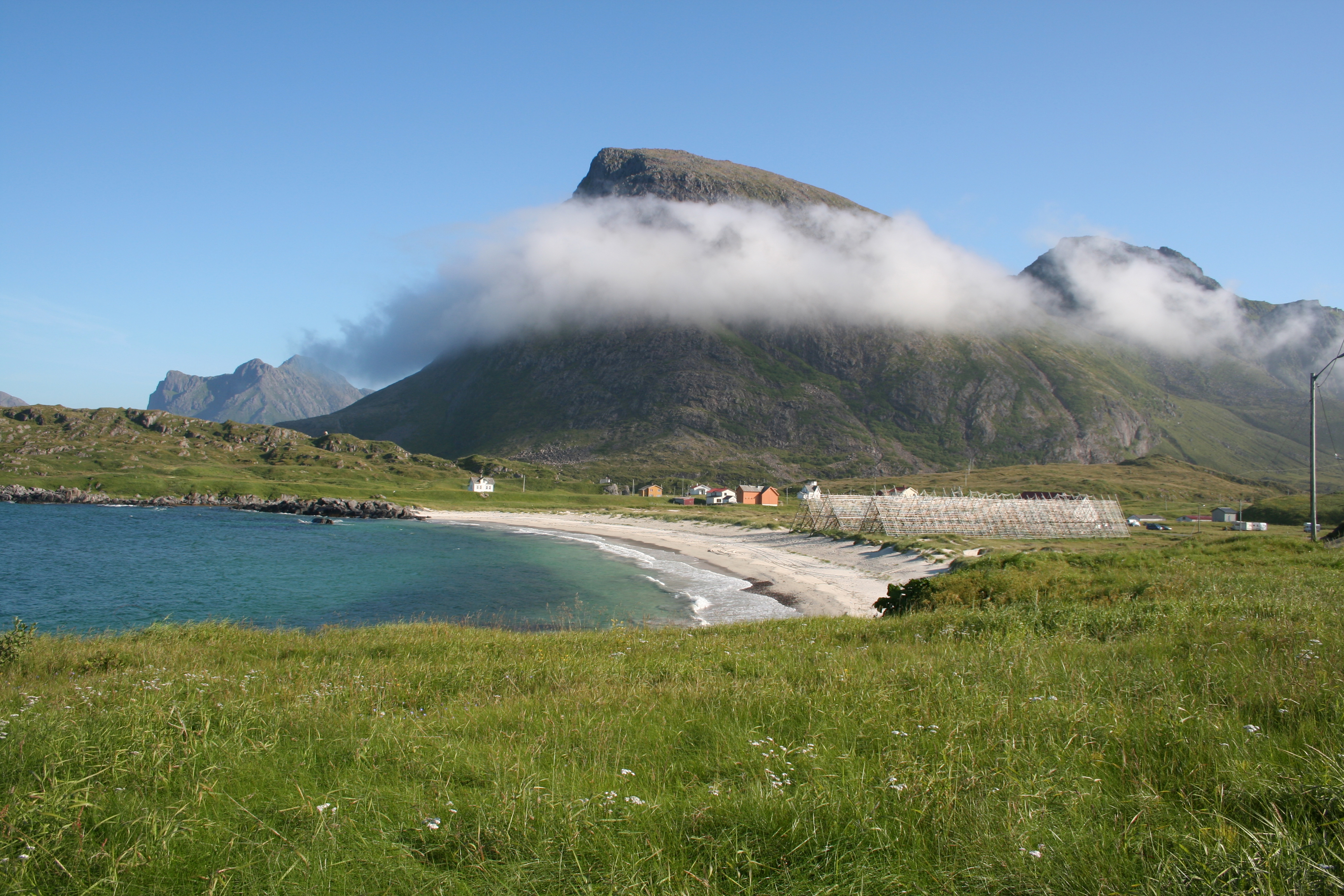
Ховден в коммуне Бё

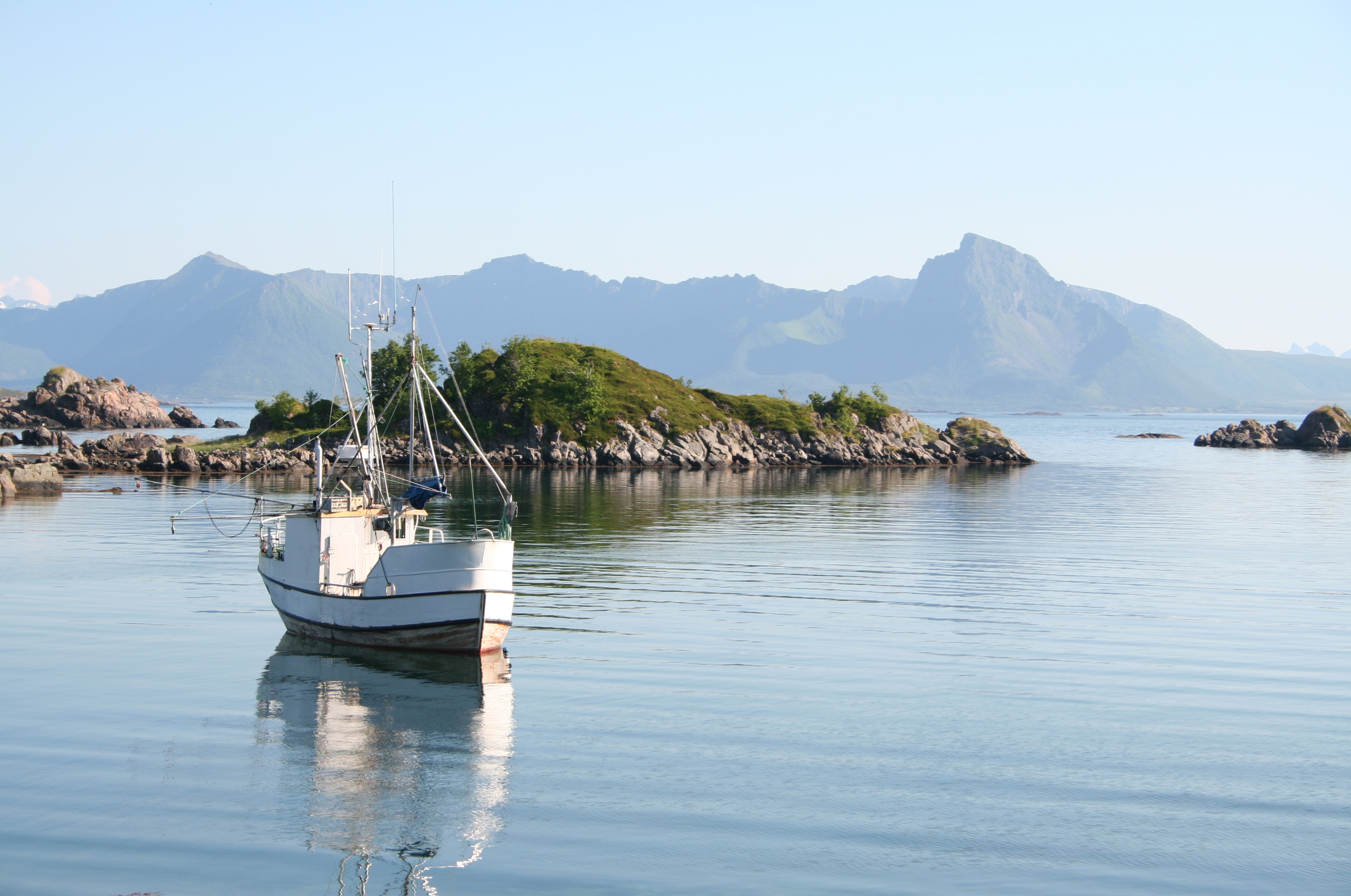
Гувог в Бё

Бё — коммуна в фюльке Нурланн в Норвегии. Административный центр коммуны — деревня Страуме. Коммуна Бё была учреждена 1 января 1838 года.

## Общая информация

### Название
Коммуна (первоначально приход) был назван в честь старой фермы Boy (старонорвежский: Bœr), поскольку там была построена первая церковь. Происхождение названия связывают со словом bœr, которое означает ферма и является однокоренным с голландским словом boer, означающим фермер.

### Герб
У коммуны современный герб. Он был принят 7 августа 1987 года. На гербе изображена половина лодки серебряного цвета на чёрном фоне (Морской призрак Драугр путешествует на половине лодки).

## Население
В коммуне наблюдается устойчивое неуклонное снижение население начиная с 1950-х годов, когда в Бё проживало 6 122 чел. Перепись 2001 года показала, что численность снизилась до 3 156 человек. Бюро статистики предполагает дальнейшее снижение населения.
В коммуне находится 73 земельных единицы. Крупнейшими и наиболее населёнными являются Винье, Скаген и Стеине, находящиеся на юго-западе от Нерёйя, население составляет 692 человека. В административном центре — Страуме — проживает 289 человек.